# Матіас Бекер
Матіас Бекер (англ. Matías Boeker; нар. 11 грудня 1980) — колишній американський тенісист.
Найвищу одиночну позицію світового рейтингу — 216 місце досяг 7 червня 2004, парну — 200 місце — 16 травня 2005 року.
Завершив кар'єру 2005 року.

## Титули NCAA

### Одиночний розряд: (2)
| Ранг | Рік  | Суперник у фіналі        | Рахунок у фіналі |
| ---- | ---- | ------------------------ | ---------------- |
| 1.   | 2001 | Браян Вехели (Вірджинія) | 6–2, 6–4         |
| 1.   | 2002 | Джессі Віттен (Кентуккі) | 7–5, 6–0         |

### Парний розряд: (1)
| Ранг | Рік  | Партнер        | Суперники у фіналі                                                     | Рахунок у фіналі |
| ---- | ---- | -------------- | ---------------------------------------------------------------------- | ---------------- |
| 1.   | 2001 | Тревіс Перротт | Юган Брунстрем (Південний методист) Джон Воллмарк (Південний методист) | 6–4, 7–5         |

## Титули на челленджерах

### Одиночний розряд: (1)
| Ранг | Рік  | Турнір                                        | Покриття | Суперник у фіналі | Рахунок у фіналі   |
| ---- | ---- | --------------------------------------------- | -------- | ----------------- | ------------------ |
| 1.   | 2004 | Lexington Challenger, Сполучені Штати Америки | Тверде   | Джессі Віттен     | 6–2, 4–6, 7–6(7–5) |

### Парний розряд: (2)
| Ранг | Рік  | Турнір                                        | Покриття | Партнер    | Суперники у фіналі          | Рахунок у фіналі   |
| ---- | ---- | --------------------------------------------- | -------- | ---------- | --------------------------- | ------------------ |
| 1.   | 2004 | Таллахассі, Сполучені Штати Америки           | Тверде   | Ноам Окун  | Марк Главати Бред Вестон    | 6–7(3–7), 6–3, 6–4 |
| 2.   | 2004 | Lexington Challenger, Сполучені Штати Америки | Тверде   | Амер Деліч | Харш Манкад Джейсон Маршалл | 7–5, 6–4           |